# گریپلند (تگزاس)
گریپلند، تگزاس(به انگلیسی: Grapeland, Texas) شهری در ایالت تگزاس از ایالات جنوبی ایالات متحده آمریکا است. در سرشماری سال ۲۰۰۰، جمعیت این شهر ۱۴۵۱ نفر اعلام شد.